# Gradiometrie
Gradiometrie ist die Messung einer Komponente eines Gradientenfeldes:
- in der Geomagnetik des Gradienten des Erdmagnetfeldes
- in der Gravimetrie des Gradienten des Schwerefeldes.

Dabei wird die Vektorkomponente mit zwei Sensoren gleichzeitig registriert, die einen festen Abstand besitzen. Durch diese Messung von Differenzen entfällt bei der Magnetik die Korrektur des Tagesgangs und bei der Gravimetrie die Reduktion der Messwerte.
Die Gradiometrie ist in der Theorie in den 1920er Jahren entstanden. Sie benötigt präzise und schnelle Messungen. Diese sind in der Magnetik seit der Entwicklung des Fluxgate-Magnetometers 1937 möglich, in der Gravimetrie sind entsprechende Geräte in den 1990er Jahren entstanden.

## Gradiometer in der Geomagnetik
In der Magnetik gibt es zwei Anordnungen für Gradiometer:
- Bei Luftmessungen werden Gradiometer mit kleinem Sensorabstand eingesetzt. Die Sensoren sind in fixem Abstand zueinander – meist vertikal – montiert. Durch den kleinen Abstand entstehen keine Lageinstabilitäten, die Messfehler verursachen könnten. Allerdings sinkt so auch das Auflösungsvermögen.

Auch bei der archäologischen Prospektion werden Vertikalgradiometer eingesetzt.
- Bei Seemessungen werden große horizontale Sensorabstände über 20 Meter eingesetzt. Die Sensoren werden in großem Abstand zum Schiff geschleppt und sind durch ein Kabel verbunden. Durch die flexible Verbindung können Lageinstabilitäten auftreten. Durch den großen Abstand der Sensoren steigt das Auflösungsvermögen.

Messgröße ist bei der Verwendung von Fluxgatesensoren meist die vertikale Komponente des Magnetfeldes, bei Seemessungen auch die Nordkomponente. Protonenpräzessions-, Overhauser- oder Cäsiummagnetometer verwenden dagegen den Magnetfeldbetrag.

## Gradiometer in der Gravimetrie
Die Messung des Schweregradienten wird seit einigen Jahren satellitengestützt betrieben. Etwa um 1980 begann man die Entwicklung neuer, kreiselgestützter Messsysteme, um mit niedrig fliegenden künstlichen Erdsatelliten das Schwerefeld automatisch erfassen zu können. Wegen der technisch höchst anspruchsvollen Methodik war man allerdings erst Ende der 1990er erfolgreich.
Eines der wichtigsten dieser Projekte ist der Bau und späterer Betrieb des Satelliten GOCE (Gravity and Steady-State Ocean Circulation Explorer), der seit etwa 1995 in Kooperation der Raumfahrtbehörden ESA und NASA entwickelt wurde. Seine Sonden bestanden aus hochpräzisen Beschleunigungsmessern, die auf ultrastabilen Strukturen und Auslegern montiert wurden und ununterbrochen alle neun Werte des Schwere-Tensors messen sollten. Damit erhoffte man sich eine Bestimmung des globalen Geoids mit mindestens Zentimeter-Genauigkeit und einer Auflösung von etwa 100 Kilometern.
In Kombination mit anderen Messungen (v. a. GPS, Satelliten-Altimetrie und Satellite-to-Satellite Tracking) sind auch wichtige Beiträge zur Ozeanografie und anderen Geowissenschaften zu erwarten. Fast wichtiger als die Daten zum Geoid werden dessen langsame zeitliche Änderungen sein, die mit GOCE erstmals erfassbar werden.
Die Messgröße in der Gravimetrie ist im Wesentlichen die Vertikalkomponente der Schwerefeldes, da die anderen Komponenten dagegen vernachlässigbar klein sind.
Tests mit mobilen Gradiometern auf der Erde, basierend auf interferometrischen Messungen an frei fallenden Atomwolken, wurden 2022 erstmals durchgeführt.